# King Kong
 For alternative betydninger, se King Kong (flertydig). (Se også artikler, som begynder med King Kong)
King Kong er navnet på en drabelig kæmpegorilla med en fatal svaghed for en særlig kvinde. Denne fiktive figur, skabt af instruktøren og manuskriptforfatteren Merian C. Cooper, så dagens lys i filmen King Kong (1933), men er siden blevet en del af populærkulturen og har også optrådt i bl.a. bøger, tegneserier og popmusik, samt i talrige filmfortsættelser og genindspilninger.

## Den oprindelige historie
Skjult bag en tågebanke ligger øen Skull Island, der er befolket af fortidsdyr, deriblandt kæmpegorillaen Kong. De indfødte på Skull Island dyrker Kong som gud, som de blandt andet ofrer unge kvinder til ved orgiastiske fester. 
Et stort skib med en amerikansk besætning ankommer for at udforske øen. Med om bord har de en ung blondine, som bliver fanget af de indfødte og ofret til Kong. Men Kong beskytter kvinden, indtil folkene fra skibet får held til at befri hende, hvorefter de tager Kong til fange.
Amerikanerne transporterer Kong, der nu bliver kaldt King Kong ("kong Kong"), til New York City for at udstille ham. Aben undslipper imidlertid og spreder skræk og ødelæggelse i byen. Den genfinder blondinen og tager hende med op på toppen af en af byens skyskrabere, hvor den omsider bliver nedkæmpet med flyangreb og omkommer, idet den dog hele tiden beskytter den unge kvinde.
OBS: Kun King Kong-filmene fra 1933, 1976, 1998 og 2005 følger ovennævnte handling.

## King Kong-film
- King Kong (1933): Den oprindelige film, der især huskes for Willis O'Briens stop-motion effekter, for Max Steiners musik og for Fay Wray som blondinen, der forblænder King Kong.
- Wasei Kingu Kongu (和製キングコング, dvs. "japansk King Kong") (1933): Japansk novellefilm instrueret af Torajiro Saito
- The Son of Kong (1933): Lavbuget-fortsættelse til den oprindelige film, med Robert Armstrong tilbage i rollen som Carl Denham.
- Edo ni Arawareta Kingu Kongu (også kaldet King Kong Appears In Edo) (1938): Japansk film, der omtales på diverse websites, men givetvis aldrig har eksisteret i virkeligheden.
- Kingu Kongu tai Gojira (キングコング対ゴジラ, dvs. "King Kong versus Gojira") (1962): Japansk kæmpemonsterfilm instrueret af Ishiro Honda, også kendt som King Kong vs. Godzilla.
- Kingu Kongu no gyakushû (キングコングの逆襲, dvs. "King Kongs modangreb") (1967): Japansk kæmpemonsterfilm instrueret af Ishiro Honda, også kendt som King Kong Escapes).
- Queen Kong (1976): Uautoriseret efterligning/parodi, der grundet copyrightproblemer ikke fik biografpremiere.
- King Kong (1976): Amerikansk genindspilning med Jeff Bridges og en ung Jessica Lange. Den første af de i alt to officielle genindspilninger.
- King Kong Lives (1986): 2'er til 1976-versionen.
- The Mighty Kong (1998): Uautoriseret tegnefilm-version, hvor Dudley Moore lægger stemme til både Carl Denham og King Kong.
- King Kong (2005): Den anden af de i alt to officielle genindspilninger. Instrueret af Peter Jackson, efter dennes gigantsucces med Ringenes Herre-trilogien. Filmen kostede 207 millioner dollars at producere men fik en blandet modtagelse og indspillede "kun" 550 millioner dollars.

### Danske King Kong film
- The Great Pink (Peter Nielsen, 1986): Uofficiel remake af King Kong (1933)
- King Kong ’86 (Henrik Mikkelsen, 1986): Uofficiel remake af King Kong (1976)